# Enrico Annibale Butti
Enrico Annibale Butti (19. únor 1868, Milán – 29. listopad 1912, Milán ) byl italský spisovatel a dramatik.

## Život
Vystudoval práva a matematiku. Nadchl se tvorbou Henrika Ibsena a začal psát psychologická dramata v tomto duchu. Způsob, jak překonat pozitivistický materialismus, viděl ve víře.

## Spisy

### Romány
- L'anima (Duše), 1893
- L'immorale (Nemravný), 1894
- L'incantesimo (Kouzlo), 1897

### Divadelní hry
- Il vortice (Vír), 1892
- L'utopia, 1894
- Gli Atei (Ateisté) původně plánováno jako tetralogie, napsány tři díly:
  - La corsa al piacere (Honba za rozkoší), 1900
  - Lucifero (Lucifer), 1900
  - Una tempesta (Bouře), 1901
- Fiamme nell'ombra (Plameny ve stínu), 1904
- Il castello del sogno (Hrad snu), 1910

### České překlady
- Nemravný, román, překlad Jan Stenhart, KDA, svazek 36, Praha, Kamilla Neumannová, 1907
- Honba za požitkem, Drama o pěti dějstvích, překlad Hanuš Hakenschmied, 19??,[2]